# زاك سميث (لاعب كرة قدم أسترالية)
زاك سميث (بالإنجليزية: Zac Smith)‏ هو لاعب كرة قدم أسترالية أسترالي، ولد في 22 فبراير 1990 في بيلويلا في أستراليا.

## وصلات خارجية
- زاك سميث على موقع AustralianFootball.com (الإنجليزية)
- زاك سميث على موقع AFLtables.com (الإنجليزية)